# Фитингофы
Фитингоф-Шель (нем. von Vietinghoff gennant Scheel) — русско-немецкий и собственно немецкий баронский род.

## Происхождение и история рода
Род происходит из Вестфалии, где впервые упоминается (1230), двойная фамилия известна по документам (с 1307). С XIV века одна из ветвей рода переселяется в Ливонию.
Генерал-майор Иоганн фон Фитингоф (Johan von Vietinghoff) (1589—1685) причислен к Шведскому дворянству, род внесён в дворянский матрикул Королевства Швеции (15.07.1634 и 13.02.1638) в число родов дворянских под № 220. Его сын генерал-лейтенант Эрик-Горан Фитингоф (Erik G?ran Fitinghoff) (1661—1736) грамотой Королевы Ульрики-Элеоноры возведён (21.12.1719) в баронское достоинство Королевства Швеции. Род внесён в дворянский матрикул Королевства Швеции в число баронских родов под № 172 (1720).
Фридрих фон Фитингоф-Шель возведён (12.03.1680) в баронское достоинство Королевства Дании с наименованием «барон фон Шелленберг (von Schellenberg)». Различные ветви этого разветвлённого рода были в разное время внесены в рыцарские матрикулы прибалтийских губерний:
- В рыцарский матрикул Курляндии (17.10.1620). Из этой ветви Адам-Кристоф-Иоганн фон Фитингоф-Шель (Adam Christoph Johann von Vietinghoff gennant Scheel) в рыцарской грамоте (1818) назван бароном, на основании чего за этой ветвью определениями Правительствующего сената (10.06.1853 и 28.02.1862) признан баронский титул;
- В рыцарский матрикул (1741) о. Эзель (ветвь Фитингоф-Зандель (Sandel), именовались просто фон Фитингоф (без приставки Шель);
- В рыцарский матрикул (1744) Лифляндии (ветви Фитингоф-Коссе (Kosse) и Фитингоф-Суссикас (Sussikas). Представители этой ветви именовались баронами в различных официальных актах (с 1812), на основании чего Высочайше утвержденным (22.01.1868) мнением Государственного Совета за лифляндской дворянской фамилией фон Фитингоф-Шель был признан баронский титул;
- В рыцарский матрикул (12.06.1746) Эстляндии (ветви Фитингоф-Йомпер (Joemper), Фитингоф-Альт-Зоммерхузен (Alt-Sommerhusen) и Фитингоф-Зейдель (Seydell). Из них Карл фон Фитингоф (Karl von Vietinghoff) в рыцарской грамоте (1818) назван бароном, на основании чего за эстляндской дворянской фамилией фон Фитингоф определением Правительствующего сената (05.09.1855) и Высочайше утверждённым (20.12.1865) мнением Государственного Совета признан баронский титул.

Высочайшим Повелением (от 05.03.1887) барону Арнольду фон Фитингоф, наследовавшему в Королевстве Саксонии фидеикомисс графов фон Риш, дозволено присоединить к фамилии его фамилию фон Риш и именоваться впредь бароном фон Фитингоф фон Риш (von VIETINGHOFF von RIESCH).
Высочайше утвержденным (26.01.1896) мнением Государственного Совета потомственным дворянам Иоганну-Рихарду фон Фитингоф-Шель (Johann Richard von Vietinghoff gennant Scheel) и сыну его Артуру-Генриху (Arthur Heinrich) с нисходящим от них потомством разрешено пользоваться баронским титулом.

## Известные представители

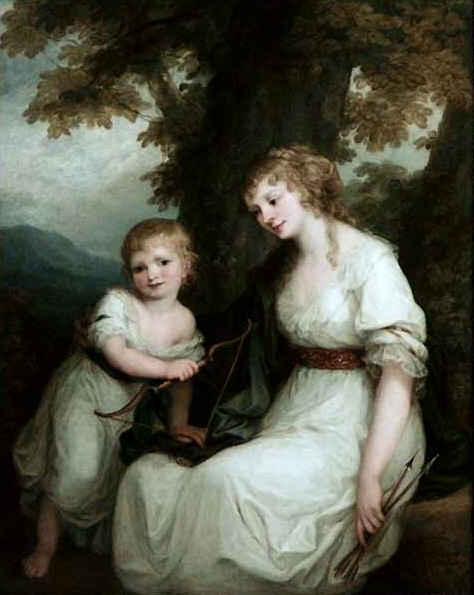
Ангелика Кауфман. Баронесса фон Крюденер, урождённая Фитингоф, с сыном Павлом, 1784

### Русская ветвь
- Фитингоф Борис Александрович (Фитингоф-Шель; 1829—1901) — русский композитор и музыкальный критик.
- Фитингоф, Борис Иванович (1767—1829) — учёный-ботаник.
- Фитингоф, Бруно Александрович (Фитингоф 1-й; 1849—1905) — морской офицер, капитан 1-го ранга, участник Цусимского сражения.
- Фитингоф, Варвара Юлия (в замужестве Крюденер; 1764—1824) — деятельница христианского мистицизма.
- Фитингоф, Георгий Петрович (02.04.1905—1975) — график, иллюстратор детской и приключенческой литературы. Похоронен на Казанском кладбище в городе Пушкин.
- Фитингоф, Евгений Эмильевич (1854 — до 1939) — генерал-лейтенант (1911).
- Фитингоф, Иван Андреевич (1797—1871) — генерал от кавалерии, командир сводной кирасирской дивизии; кавалеры ордена св. Георгия 4-й степени № 7140 (17 декабря 1844).
- Фитингоф, Иван Фёдорович (1722—1792) — сенатор, главный директор Медицинской коллегии, сподвижник Екатерины Великой.
- Фитингоф, Маргарита Тихоновна (ур. Оболдуева; 1899 — 1960-е) — оперная певица и музыкальный педагог.

Кавалеры ордена св. Георгия 4-й степени о которых пока нет статей
- Фитингоф, Александр И. — полковник; № 8404 (26 ноября 1850).
- Фитингоф, Андрей Карлович — полковник; № 3915 (26 ноября 1826).
- Фитингоф, Антон Максимович фон — майор; № 1547 (645) (24 февраля 1804)
- Фитингоф, Василий Адамович — капитан; № 8307 (26 ноября 1849).
- Фитингоф, Карл Иванович — штабс-капитан; № 7110 (04 декабря 1843).
- Фитингоф, Карл Карлович — полковник; № 7177 (17 декабря 1844).
- Фитингоф, Фёдор Васильевич — майор; № 6343 (11 декабря 1840).
- Фитингоф, Эмилий Карлович — подполковник; № 10059 (26 ноября 1857).

### Немецкая ветвь
- Фитингоф, Генрих фон (Фитингоф-Шель; 1887—1952) — генерал-полковник Вермахта (1943).